# Persatuan Sepakbola Surabaya
El Persatuan Sepakbola Surabaya, més conegut com a Persebaya Surabaya, és un club de futbol indonesi de la ciutat de Surabaya, Java Oriental.

## Palmarès
- Lliga indonèsia de futbol: 
  - 1997, 2004
- Lliga amateur indonèsia de futbol: 
  - 1950, 1951, 1952, 1975-78, 1987-88